# Иванов, Александр Титович
Александр Титович Иванов (25 декабря 1892, Ходотково, Невельский уезд — 1989, Москва) — советский художник-монументалист.

## Биография
Родился в деревне Ходотково Невельского уезда Витебской губернии. В 1909—1910 годах учился в Санкт-Петербурге в художественной школе при Императорском обществе поощрения художеств, которую в это время возглавлял Н. К. Рерих (1909—1910). Продолжил образование в Москве, где с 1911 по 1917 год посещал Московское училище живописи, ваяния и зодчества (МУЖВЗ). Среди учителей Иванова в эти годы были К. А. Коровин, А. М. Васнецов и А. Е. Архипов. После установления советской власти Иванов с 1920 по 1925 год завершал своё образование на станково-монументальном отделении ВХУТЕМАС, окончив эти курсы с отличием и в качестве премии будучи направлен за границу. Дипломная работа, получившая высокую оценку наркома просвещения Луначарского, входит в собрание Государственного музея искусств им. И. В. Савицкого в Нукусе. В 1925—1927 годах — в аспирантуре ВХУТЕИНа. Параллельно с учёбой в Москве Иванов преподавал рисование в одной из школ Мурома.
С 1926 по 1929 год Иванов состоял в Объединении молодёжи Ассоциации художников Революции (ОМАХР), в 1928—1930 годах — в художественном объединении РОСТ. Картина Иванова «Ходоки», представленная на выставке АХР, тоже получила одобрительный отзыв от Луначарского, назвавшего её «наиболее выражающей дух времени». В 1973 году полотно было с персональной выставки Иванова приобретено Государственной Третьяковской галереей. В 1930-е годы Иванов участвовал в оформлении Москвы к Октябрьским праздникам и другим торжествам, для которых создавал портреты вождей и передовиков, праздничные панно для улиц и парков. Участвовал в оформлении павильонов ВСХВ «Шелководство», «Масличные и технические культуры», «Юные натуралисты» и «Земледелие». С 1934 года Иванов работал в архитектурно-проектной мастерской И. А. Фомина, а в 1936 году приглашён Верой Мухиной в скульптурную мастерскую Центральной студии изобразительных искусств ВЦСПС на должность преподавателя рисунка, которую занимал до 1948 года (с перерывом в 1941—1946 годах).
После начала войны назначен бригадиром художников МОСХ, возводивших оборонительные сооружения близ станций метро «Войковская» и «Водный стадион»; позже командирован в Каменск-Шахтинский, где работал над маскировочной росписью промышленных объектов для дезориентирования немецкой авиации. Вернувшись в Москву в марте 1942 года, назначен начальником группы самозащиты дома № 15 Городка художников; в задачи группы входила противопожарная и противохимическая оборона объекта. В мае по собственной просьбе командирован МОСХ в эвакогоспиталь № 5006 (на базе Филатовской больницы) для создания натурных портретов героев войны и медперсонала. Помимо портретов, в этот период Ивановым созданы в том числе полотна «Бесстрашные», «Помощь раненым», «Дружинницы», представленные в 1943 году на персональной выставке МОСХ, а впоследствии приобретённые нукусским Государственным музеем искусств им. И. В. Савицкого.
В июле-августе 1943 года Иванов направлен Главным военно-санитарным управлением Красной армии и Военно-медицинским музеем в творческую командировку на фронт для выполнения натурных зарисовок процесса эвакуации раненых и медицинской помощи. По возвращении с фронта он работал с собранным материалом, а также продолжал выполнять портреты партийных и государственных деятелей к праздникам. В ноябре 1944 года награждён медалью «За оборону Москвы», а в июле 1946 года медалью «За доблестный труд в Великой Отечественной войне».
В послевоенные годы в семье Александра Иванова и пианистки Раисы Смирновой родились дочери Елена и Ирина. Сдланные в это время портреты жены и дочерей художник впоследствии объединил в серию «Материнство», часть которой также находится в нукусском музее искусств. Возобновив преподавательскую деятельность в Центральной студии изобразительных искусств, Иванов одновременно стал исполняющим обязанности доцента кафедры рисунка в Московском институте прикладного и декоративного искусства (МИПИДИ). В 1948 году награждён медалью «В память 800-летия Москвы».
В 1950-е годы помимо работы в МИПИДИ Иванов также преподавал на кафедре живописи и рисунка Московского текстильного института. На ВСХВ он продолжал расписывать павильоны, а в 1953 году выполнил крупный заказ на изготовление 18 мозаичных панно для станции метро «Киевская» на тему «Вечная дружба украинского и русского народов». Помимо создания картонов для всех мозаик Иванов лично выложил композиции «Полтавская битва», «Переяславская рада» и «Пушкин на Украине». В 1963 году он принял участие в оформлении ещё одной станции метро — «Бауманская», где переделывал во флорентийской мозаичной технике центральную часть панно на торцевой стене среднего нефа.
В последние годы жизни Иванов вёл обширные колористические исследования, рисовал и писал акварелью и маслом пейзажи и натюрморты, особое внимание уделяя зарисовкам древнерусской архитектуры и исторических зданий городов России. Персональные выставки работ Иванова проходили в 1970-е и 1980-е годы, в том числе работы 1917—1930 годов экспонировались в 1988 году в Государственной Третьяковской галерее, а уже после его смерти, в 1992 году, в Центральном доме художника были выставлены его произведения 1920-х и 1930-х годов.